# Tramlijn Maaslandse Dam - Delft
De tramlijn Maaslandse Dam - Delft was een tramlijn in het Westland. Vanuit Maaslandse Dam liep de lijn via Schipluiden naar Delft.

## Geschiedenis
De lijn werd op 1 oktober 1912 geopend door de Westlandsche Stoomtramweg Maatschappij. Tot 1925 heeft er personenvervoer plaatsgevonden, daarna is de lijn tot 1968 gebruikt voor het vervoer goederen, met name veilingproducten en kolen voor verwarming van de kassen.

## Restanten
Over een groot gedeelte van de lijn is thans een fietspad aangelegd, hierdoor is de lijn goed te volgen in het landschap. De oorspronkelijke spoorbrug en het station Schipluiden zijn bewaard gebleven. De brug is in 2019 gerestaureerd en heeft weer de oorspronkelijke groene kleur. Van de weinige grote trambruggen die er waren in Nederland is dit de enige die behouden is.

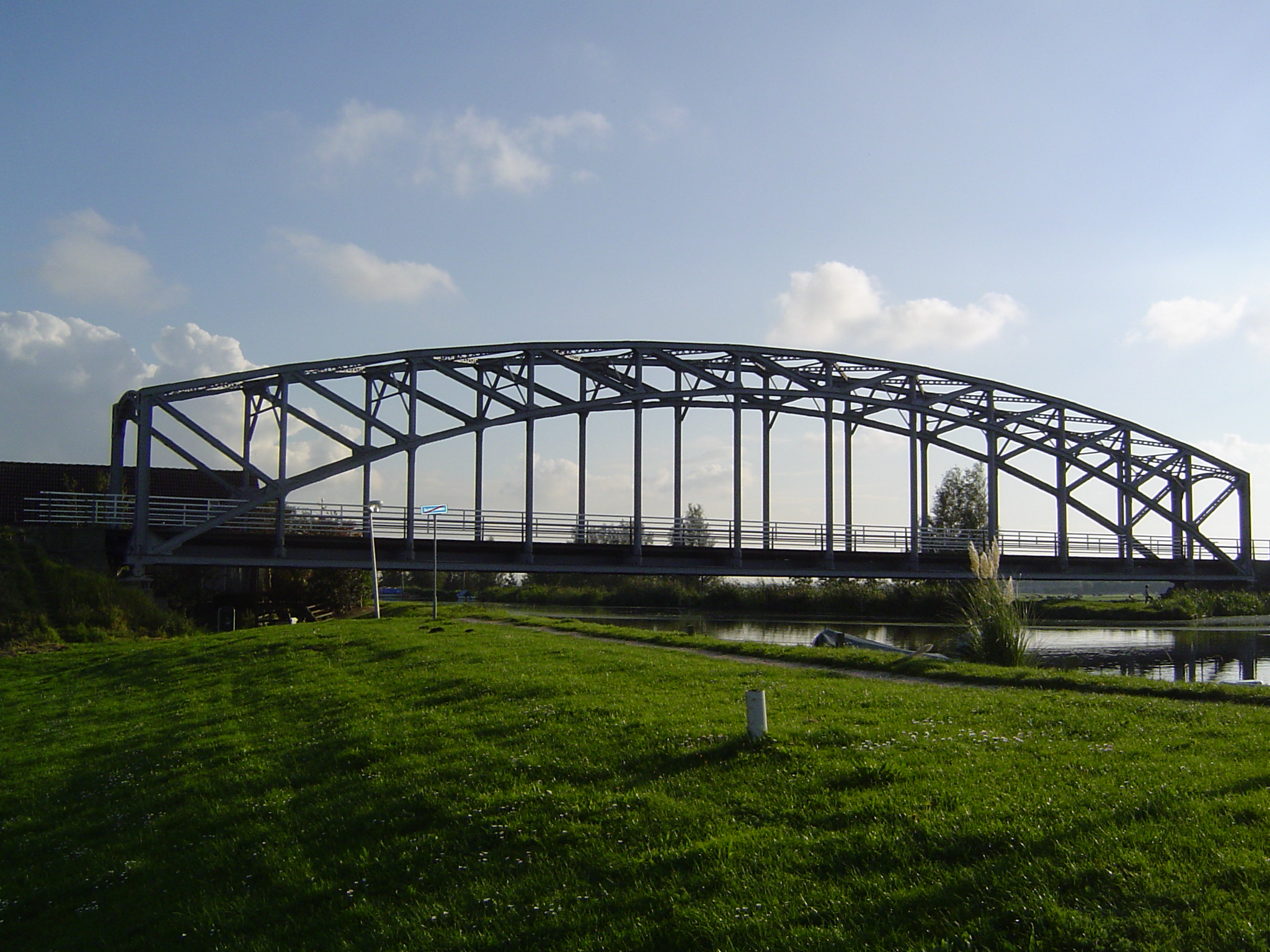
Een trambrug is tegenwoordig in gebruik als fietspad.

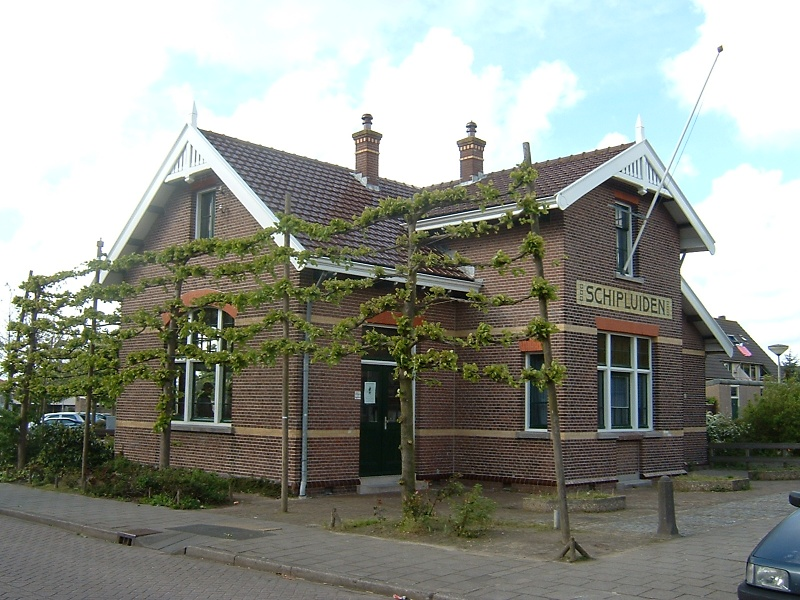
Het voormalige tramstation van Schipluiden, thans streekmuseum